# Scylla Scopulus
Scylla Scopulus est un escarpement situé sur la planète Mars, long de 445 km et centré par 25,1° S et 18,3° E, dans le quadrangle de Sinus Sabaeus. Il fait face à Charybdis Scopulus, délimitant une dépression allongée en forme de faille.